# Acte 1 de la Coupe Louis Vuitton 2007
L'Acte 1 de la Coupe Louis Vuitton 2007 est une compétition de la Coupe de l'America 2007. Elle a eu lieu du 4 septembre au 11 septembre 2004 à Marseille.

## Participants
| Syndicat                  | Pays             |
| Alinghi                   | Suisse           |
| BMW Oracle Racing         | États-Unis       |
| Team Shosholoza           | Afrique du Sud   |
| Emirates Team New Zealand | Nouvelle-Zélande |
| K-Challenge               | France           |
| Le Défi                   | France           |

## Programme
| Date              | Événement             | Résultat                                                                                                   |
| 4 septembre 2004  | Cérémonie d'ouverture | |
| 5 septembre 2004  | Régate en flotte      | 1er Alinghi 2e Emirates Team New Zealand 3e BMW Oracle Racing 4e K-Challenge 5e Team Shosholoza 6e Le Défi |
| 5 septembre 2004  | Régate en flotte      | Régate annulée                                                                                             |
| 6 septembre 2004  | Régate en flotte      | 1er BMW Oracle Racing 2e Alinghi 3e Emirates Team New Zealand 4e K-Challenge 5e Team Shosholoza 6e Le Défi |
| 6 septembre 2004  | Régate en flotte      | Régate annulée                                                                                             |
| 7 septembre 2004  | Régate en flotte      | 1er BMW Oracle Racing 2e Emirates Team New Zealand 3e Alinghi 4e Team Shosholoza 5e K-Challenge 6e Le Défi |
| 7 septembre 2004  | Régate en flotte      | 1er BMW Oracle Racing 2e Alinghi 3e Emirates Team New Zealand 4e K-Challenge 5e Le Défi 6e Team Shosholoza |
| 8 septembre 2004  | Jour de repos         | |
| 9 septembre 2004  | Match racing          | K-Challenge bat Team Shosholoza BMW Oracle Racing bat Emirates Team New Zealand Alinghi bat Le Défi        |
| 9 septembre 2004  | Match racing          | Emirates Team New Zealand bat Team Shosholoza Alinghi bat K-Challenge BMW Oracle Racing bat Le Défi        |
| 10 septembre 2004 | Match racing          | Emirates Team New Zealand bat Alinghi Le Défi bat K-Challenge BMW Oracle Racing bat Team Shosholoza        |
| 10 septembre 2004 | Match racing          | Emirates Team New Zealand bat Le Défi Alinghi bat Team Shosholoza BMW Oracle Racing bat K-Challenge        |
| 11 septembre 2004 | Match racing          | Le Défi bat Team Shosholoza Emirates Team New Zealand bat K-Challenge Alinghi bat BMW Oracle Racing        |

## Classement final
| Rang | Syndicat                  | Points |
| 1er  | BMW Oracle Racing         | 46     |
| 2e   | Alinghi                   | 44     |
| 3e   | Emirates Team New Zealand | 42     |
| 4e   | Le Défi                   | 17     |
| 5e   | K-Challenge               | 17     |
| 6e   | Team Shosholoza           | 8      |